# Martinskirche (Enzweihingen)

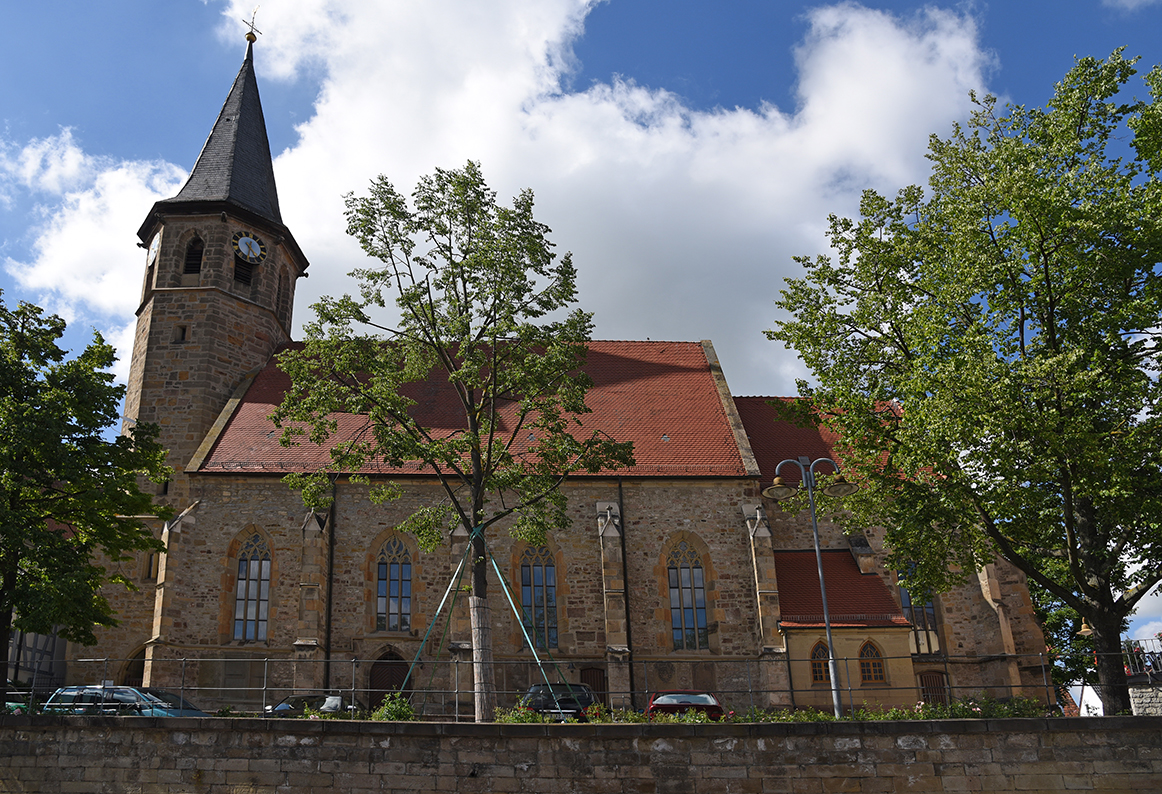
Martinskirche in Enzweihingen

Die evangelische Martinskirche ist ein geschütztes Kulturdenkmal nach dem Denkmalschutzgesetz. Sie steht in Enzweihingen, einem Teilort der Großen Kreisstadt Vaihingen an der Enz im Landkreis Ludwigsburg in Baden-Württemberg. Die Kirchengemeinde gehört zum Kirchenbezirk Vaihingen-Ditzingen der Evangelischen Landeskirche in Württemberg. Namensgeber der Kirche ist Martin von Tours.

## Architektur
Die Saalkirche aus Bruchsteinen stammt aus der ersten Hälfte des 14. Jahrhunderts. Sie wurde im Dreißigjährigen Krieg zerstört und 1734 wieder instand gesetzt. Sie besteht aus einem Langhaus, einem eingezogenen, dreiseitig geschlossenen, spätgotischen Chor im Osten, die von Strebepfeilern gestützt werden, und einem Kirchturm im Westen, der mit achteckigen Geschossen aufgestockt wurde, das die Turmuhr und den Glockenstuhl beherbergt, in der Kirchenglocken von der Erdinger Glockengießerei hängen, und der mit einem achtseitigen, schiefergedeckten Helm bedeckt wurde.
Der Innenraum des Langhauses ist mit einer flach gewölbten Holzdecke überspannt, der des Chors mit einem Netzgewölbe, in dessen Schlusssteinen sich ein Relief des heiligen Martin und ein Relief mit dem Ortswappen befinden. Langhaus und Chor sind durch einen Triumphbogen miteinander verbunden.

## Innenausstattung
Die Kanzel aus Eichenholz wurde erst 1951 installiert. Auf drei der fünf Seiten der Kanzel sind in Flachreliefs Gleichnisse Jesu dargestellt. Das Gleichnis vom Sämann (Matthäus 13,24–30 ), Der wahre Weinstock (15,1–8 ) und Der gute Hirte (10,11–14 ).
Die Orgel wurde 1974 von Peter Plum gebaut. Das Instrument hat 22 Register und drei Manuale. Sechs Register aus der Vorgängerorgel, eine Walcker-Orgel von 1908, wurden umgestaltet und mit eingebaut. Die Orgel hat insgesamt 1644 Pfeifen. Eine Besonderheit an der Orgel sind die spanischen Trompeten, waagrecht liegende Pfeifen aus Metall. Das Gehäuse der Orgel wurde von der Kleinglattbacher Schreinerei Feyl und Dölker angefertigt.
Die farbigen Glasfenster im Chor sind ein Werk von Wolf-Dieter Kohler und Valentin Saile. Im mittleren Fenster mit Glasbildern von Wolf-Dieter Kohler, ist in 25 Szenen die Leidensgeschichte Jesu dargestellt (1951). Die Glasbilder im linken und rechten Chorfenster (ab 1963) stammen von Wolf-Dieter Kohler und Valentin Saile. Die Motive im linken Fenster kommen aus dem Buch Genesis des Alten Testaments, Thema der rechten Fenster ist die Offenbarung des Johannes.